# (5982) Polyclète
(5982) Polyclète, désignation internationale (5982) Polykletus, est un astéroïde de la ceinture principale.

## Description
(5982) Polyclète est un astéroïde de la ceinture principale. Il fut découvert par Cornelis Johannes van Houten et Tom Gehrels le 13 mai 1971 à l'observatoire Palomar. Il présente une orbite caractérisée par un demi-grand axe de 2,75 UA, une excentricité de 0,196 et une inclinaison de 11,38° par rapport à l'écliptique.

Il fut nommé en hommage à Polyclète d'Argos, sculpteur grec (480-423 av. J.-C.).

## Compléments